# The Toy Castle
The Toy Castle è una serie televisiva canadese andata in onda dal 2000 al 2003.

## Trama
(Rick Jones all'inizio di ogni episodio)
(Marc Charbonneau all'inizio di ogni episodio)